# Acroleína
La acroleína (IUPAC: 2-propenal) es un líquido incoloro o amarillo, de olor desagradable. Se disuelve fácilmente en agua y se evapora rápidamente cuando se calienta. También se inflama fácilmente. Se pueden formar pequeñas cantidades de acroleína y dispersarse por el aire cuando se queman aceites, árboles, tabaco y otras plantas, gasolina y petróleo. Industrialmente se produce por la oxidación selectiva de propileno utilizando catalizadores de bismuto-molibdato.

## Usos
La acroleína se usa como plaguicida para controlar algas, plantas acuáticas, bacterias y moluscos. También se usa en la manufactura de otras sustancias químicas como alcohol alílico y ácido acrílico.
En la industria del petróleo y el gas, se utiliza como biocida en las aguas de perforación, así como eliminador de sulfuro de hidrógeno y mercaptanos.

## Toxicología
La exposición a la acroleína ocurre principalmente al respirarla. El humo de cigarrillo y los gases del tubo de escape de automóviles contienen acroleína. La acroleína produce ardor de la nariz y la garganta, y puede dañar los pulmones. Se ha encontrado acroleína en por lo menos 31 de los 1.662 sitios de la Lista de Prioridades Nacionales identificados por la Agencia de Protección del Medio Ambiente de EE. UU. (EPA).
Exposiciones más frecuentes
- Suele encontrarse en cualquier medio (en el suelo, el agua o el aire).
- Se degrada relativamente rápido en el aire (aproximadamente la mitad desaparecerá en 1 día), al reaccionar con otras sustancias químicas y la luz solar.
- La acroleína se evapora rápidamente desde el suelo y el agua.

La acroleína y la salud
Hay muy poca información acerca de los efectos de la acroleína sobre la salud. La información disponible indica que inhalar grandes cantidades daña los pulmones y puede producir la muerte. La inhalación de cantidades más bajas puede producir lagrimeo de los ojos, ardor de la nariz y la garganta, y reducción del ritmo respiratorio.
Los fármacos antineoplásicos ciclofosfamida e ifosfamida, al ser metabolizados en el organismo, se descomponen en acroleína, la cual se acumula en la orina y al no eliminarse, puede generar cistitis hemorrágica.
Los estudios en animales demuestran que inhalar acroleína produce irritación de la cavidad nasal, reduce el ritmo respiratorio y daña el revestimiento de los pulmones.
No sabemos si la ingestión de alimentos o agua contaminados con acroleína afecta a la salud. Sin embargo, se conoce que animales que ingieren acroleína sufren irritación de estómago, vómitos, úlceras estomacales y hemorragias.
Se han desarrollado métodos para detectar acroleína o sus productos de degradación en muestras biológicas y ambientales. Sin embargo, no hay ninguna prueba clínica específica disponible en el consultorio de un doctor para determinar si se ha estado expuesto a la acroleína.

## Recomendaciones para la salud pública
La Administración Federal de Alimentos y Drogas (de los Estados Unidos) (FDA: Food and Drugs Administration) ha determinado que la cantidad de acroleína que se usa para preparar almidón modificado no debe exceder del 0,6 %.
La Administración de Seguridad y Salud Ocupacional de los EE. UU. (OSHA: Occupational and Security´s Health Administration) ha establecido un límite de 0,1 partes por   millón de acroleína en el aire del lugar de trabajo (0,1 ppm) durante una jornada diaria de 8 horas y 40 horas semanales.
La Agencia de Protección Ambiental de los EE. UU. (EPA: U.S. Environmental Protection Agency) ha restringido el uso de todos los plaguicidas que contienen acroleína.